# Ludivine Diguelman
Ludivine Diguelman est une footballeuse française, née le 15 avril 1984 à Montpellier, évoluant au poste de milieu de terrain.
Elle a pris sa retraite footbalistique à l'issue de la saison 2015-2016.

## Biographie
Elle a commencé sa carrière dans le club de l'AS Gignac, avant d'intégrer le centre de formation de Montpellier.
Après deux saisons d'intégration au Montpellier Hérault SC et un passage au CNFE Clairefontaine où elle démontre de belle qualité, Ludivine devient rapidement indispensable dans le milieu de terrain du club pailladin avec qui elle est sacrée deux fois championne de France en 2004 et en 2005, termine trois fois vice-championne de Division 1 en 2006, 2007 et 2009, et est finaliste du Challenge de France en 2011 et en 2012.
Elle connaît sa première sélection en équipe de France le 1er juin 2002 face à l'Ukraine et marque son premier but le 3 octobre 2004 face à la Pologne.

## Statistiques et palmarès

### En club
| Saison                | Club                  | Championnat           | Championnat | Championnat | Coupe(s) nationale(s) | Coupe(s) nationale(s) | Compétition(s) continentale(s) | Compétition(s) continentale(s) | Compétition(s) continentale(s) | Total | Total |
| Saison                | Club                  | Division              | M.          | B.          | M.                    | B.                    | Comp.                          | M.                             | B.                             | M.    | B.    |
| 2001-2002             | Montpellier HSC       | Division 1            | 7+3         | 8+0         |                       |                       | -                              | -                              | -                              | 10    | 8     |
| Sous-total            | Sous-total            | Sous-total            | 10          | 8           |                       |                       | -                              | -                              | -                              | 10    | 8     |
| 2002-2003             | CNFE Clairefontaine   | Division 1            | 8+          | 9           | -                     | -                     | -                              | -                              | -                              | 8     | 9     |
| Sous-total            | Sous-total            | Sous-total            | 8+          | 9           | -                     | -                     | -                              | -                              | -                              | 8     | 9     |
| 2003-2004             | Montpellier HSC       | Division 1            | 22+3        | 6+1         |                       |                       | -                              | -                              | -                              | 25    | 7     |
| 2004-2005             | Montpellier HSC       | Division 1            | 22          | 4           |                       |                       | C1                             | 5                              | 0                              | 27    | 4     |
| 2005-2006             | Montpellier HSC       | Division 1            | 21          | 9           | 1                     | 0                     | C1                             | 10                             | 3                              | 32    | 12    |
| 2006-2007             | Montpellier HSC       | Division 1            | 19          | 7           | 1                     | 1                     | -                              | -                              | -                              | 20    | 8     |
| 2007-2008             | Montpellier HSC       | Division 1            | 14          | 1           | 3                     | 1                     | -                              | -                              | -                              | 17    | 2     |
| 2008-2009             | Montpellier HSC       | Division 1            | 21          | 2           | 4                     | 2                     | -                              | -                              | -                              | 25    | 4     |
| 2009-2010             | Montpellier HSC       | Division 1            | 18          | 3           | 4                     | 0                     | C1                             | 9                              | 2                              | 31    | 5     |
| 2010-2011             | Montpellier HSC       | Division 1            | 21          | 3           | 5                     | 2                     | -                              | -                              | -                              | 26    | 5     |
| 2011-2012             | Montpellier HSC       | Division 1            | 17          | 5           | 5                     | 2                     | -                              | -                              | -                              | 22    | 7     |
| 2012-2013             | Montpellier HSC       | Division 1            | 16          | 2           | 3                     | 2                     | -                              | -                              | -                              | 19    | 4     |
| 2013-2014             | Montpellier HSC       | Division 1            | 19          | 1           | 2+                    | 0                     | -                              | -                              | -                              | 21    | 1     |
| Sous-total            | Sous-total            | Sous-total            | 213         | 44          | 28                    | 10                    | -                              | 24                             | 5                              | 265   | 59    |
| 2014-2015             | Nîmes                 | Division 2            | 5           | 1           | -                     | -                     | -                              | -                              | -                              | 5     | 1     |
| 2015-2016             | Nîmes                 | Division 1            | 7           | 1           | 2                     | 0                     | -                              | -                              | -                              | 9     | 1     |
| Sous-total            | Sous-total            | Sous-total            | 12          | 2           | 2                     | 0                     | -                              | -                              | -                              | 14    | 2     |
| Total sur la carrière | Total sur la carrière | Total sur la carrière | 243         | 63          | 30                    | 10                    | -                              | 24                             | 5                              | 297   | 78    |

### En équipe nationale
Ludivine Diguelman totalise trente-neuf capes avec l'équipe de France et a inscrit trois buts. Ayant joué principalement des matchs amicaux, elle a également participé à quelques matchs d'éliminatoires de grandes compétitions sans jamais être retenu de manière pérenne dans le groupe.
| Liste des matchs en sélection de Ludivine Diguelman | Liste des matchs en sélection de Ludivine Diguelman | Liste des matchs en sélection de Ludivine Diguelman | Liste des matchs en sélection de Ludivine Diguelman | Liste des matchs en sélection de Ludivine Diguelman                | Liste des matchs en sélection de Ludivine Diguelman                     |
| --------------------------------------------------- | --------------------------------------------------- | --------------------------------------------------- | --------------------------------------------------- | ------------------------------------------------------------------ | ----------------------------------------------------------------------- |
| Date                                                | Adversaire                                          | Score                                               | Compétition                                         | Lieu                                                               | Commentaires                                                            |
| 1er juin 2002                                       | Ukraine                                             | 2-1                                                 | Élim. Mondial                                       | Stade Gaston-Petit, Châteauroux, France                            | Remplaçante (entre à la 74e minute)                                     |
| 15 septembre 2002                                   | Danemark                                            | 1-1                                                 | Élim. Mondial                                       | Odense Stadion, Odense, Danemark                                   | Remplaçante (entre à la 90e minute)                                     |
| 22 février 2003                                     | Chine                                               | 2-1                                                 | Match amical                                        | Stade Georges Dartiailh, Marmande, France                          | Remplaçante (entre à la 84e minute)                                     |
| 25 février 2003                                     | Pays-Bas                                            | 2-1                                                 | Match amical                                        | Stade Municipal, Albi, France                                      | Remplaçante (entre à la 66e minute)                                     |
| 14 mars 2003                                        | Danemark                                            | 3-0                                                 | Tournoi amical                                      | Stade Francisco Vieira, Silves, Portugal                           | Remplaçante (entre à la 84e minute)                                     |
| 16 mars 2003                                        | Chine                                               | 0-3                                                 | Tournoi amical                                      | Stade municipal de Lagos, Lagos, Portugal                          | Remplaçante (entre à la 85e minute)                                     |
| 20 mars 2003                                        | Norvège                                             | 0-1                                                 | Tournoi amical                                      | Stade Municipal de Quarteira, Quarteira, Portugal                  | Titulaire (remplacée à la 46e minute)                                   |
| 17 avril 2003                                       | Allemagne                                           | 1-0                                                 | Match amical                                        | Stade des Trois Sapins, Ozoir-la-Ferrière, France                  | Remplaçante (entre à la 81e minute)                                     |
| 11 mai 2003                                         | Hongrie                                             | 0-4                                                 | Élim. Euro                                          | Széktói Stadion, Kecskemét, Hongrie                                | Remplaçante (entre à la 84e minute)                                     |
| 8 septembre 2004                                    | Danemark                                            | 2-3                                                 | Match amical                                        | Slagelse Stadion, Slagelse, Danemark                               | Titulaire                                                               |
| 3 octobre 2004                                      | Pologne                                             | 1-5                                                 | Élim. Euro                                          | Stadion Miejski, Opole, Pologne                                    | Titulaire et inscrit un but à la 54e minute (remplacée à la 79e minute) |
| 22 février 2005                                     | Norvège                                             | 0-1                                                 | Match amical                                        | Stade du Manga Club, Murcie, Espagne                               | Titulaire et inscrit un but à la 5e minute (remplacée à la 71e minute)  |
| 11 mars 2005                                        | Danemark                                            | 1-2                                                 | Tournoi amical                                      | Complexo Desportivo Arsénio Catuna, Guia, Portugal                 | Titulaire (remplacée à la 46e minute)                                   |
| 13 mars 2005                                        | Finlande                                            | 1-2                                                 | Tournoi amical                                      | Stade Municipal de Loulé, Loulé, Portugal                          | Titulaire et averti à la 35e minute (remplacée à la 46e minute)         |
| 13 avril 2005                                       | Pays-Bas                                            | 0-0                                                 | Match amical                                        | Stade Auguste Bonal, Montbéliard, France                           | Remplaçante (entre à la 80e minute)                                     |
| 7 septembre 2005                                    | République d'Irlande                                | 6-0                                                 | Match amical                                        | Stade Fernand Sastre, Sens, France                                 | Remplaçante (entre à la 65e minute)                                     |
| 9 novembre 2005                                     | Hongrie                                             | 2-0                                                 | Élim. Mondial                                       | Stade des Allées, Blois, France                                    | Titulaire                                                               |
| 20 janvier 2006                                     | États-Unis                                          | 0-0                                                 | Match amical                                        | Stade olympique du Guangdong, Canton, Chine                        | Titulaire (remplacée à la 67e minute)                                   |
| 9 mars 2006                                         | Danemark                                            | 2-2                                                 | Tournoi amical                                      | Stade de São Luís, Faro, Portugal                                  | Titulaire (remplacée à la 46e minute)                                   |
| 11 mars 2006                                        | Chine                                               | 1-0                                                 | Tournoi amical                                      | Stade municipal de Lagos, Lagos, Portugal                          | Remplaçante (entre à la 85e minute)                                     |
| 13 mars 2006                                        | États-Unis                                          | 1-4                                                 | Tournoi amical                                      | Stade Algarve, Loulé, Portugal                                     | Remplaçante (entre à la 72e minute)                                     |
| 15 mars 2006                                        | Suède                                               | 0-1                                                 | Tournoi amical                                      | Stade Algarve, Loulé, Portugal                                     | Titulaire (remplacée à la 59e minute)                                   |
| 22 avril 2006                                       | Hongrie                                             | 0-5                                                 | Élim. Mondial                                       | Stade Ezsperantó, Dunaujvaros, Hongrie                             | Remplaçante (entre à la 57e minute)                                     |
| 29 août 2006                                        | Canada                                              | 2-2                                                 | Match amical                                        | Stade des Vertus, Saint-Aubin-sur-Scie, France                     | Titulaire (remplacée à la 70e minute)                                   |
| 23 septembre 2006                                   | Autriche                                            | 2-1                                                 | Élim. Mondial                                       | Stade de l'Aube, Troyes, France                                    | Titulaire (remplacée à la 78e minute)                                   |
| 30 septembre 2006                                   | Angleterre                                          | 1-1                                                 | Élim. Mondial                                       | Stade de la route de Lorient, Rennes, France                       | Remplaçante (entre à la 87e minute) et inscrit un but à la 88e minute   |
| 22 novembre 2006                                    | Belgique                                            | 6-0                                                 | Match amical                                        | Stade de la Libération, Boulogne-sur-Mer, France                   | Remplaçante (entre à la 58e minute)                                     |
| 7 mars 2007                                         | Danemark                                            | 4-0                                                 | Tournoi amical                                      | Stade Francisco Vieira, Silves, Portugal                           | Titulaire                                                               |
| 12 mars 2007                                        | Norvège                                             | 1-0                                                 | Tournoi amical                                      | Stade municipal de Lagos, Lagos, Portugal                          | Titulaire (remplacée à la 46e minute)                                   |
| 14 mars 2007                                        | Suède                                               | 3-1                                                 | Tournoi amical                                      | Stade municipal de Vila Real, Vila Real de Santo António, Portugal | Remplaçante (entre à la 66e minute)                                     |
| 14 décembre 2008                                    | Pays-Bas                                            | 2-0                                                 | Match amical                                        | Stade Paul Cosyns, Compiègne, France                               | Titulaire (remplacée à la 46e minute)                                   |
| 12 février 2009                                     | République d'Irlande                                | 2-0                                                 | Match amical                                        | Stade des Allées, Blois, France                                    | Remplaçante (entre à la 86e minute)                                     |
| 5 mars 2009                                         | Écosse                                              | 2-0                                                 | Tournoi amical                                      | Stade Ammochostos, Larnaca, Chypre                                 | Titulaire                                                               |
| 7 mars 2009                                         | Angleterre                                          | 2-2                                                 | Tournoi amical                                      | Stade Tasos Markou, Paralimni, Chypre                              | Titulaire (remplacée à la 60e minute)                                   |
| 10 mars 2009                                        | Afrique du Sud                                      | 3-2                                                 | Tournoi amical                                      | Stade Makario, Nicosie, Chypre                                     | Remplaçante (entre à la 72e minute)                                     |
| 12 mars 2009                                        | Nouvelle-Zélande                                    | 1-1                                                 | Tournoi amical                                      | Stade Gymnastic Pancypria, Nicosie, Chypre                         | Titulaire                                                               |
| 22 avril 2009                                       | Suisse                                              | 2-0                                                 | Match amical                                        | Stade Gaston Gérard, Dijon, France                                 | Remplaçante (entre à la 75e minute)                                     |
| 12 août 2009                                        | Écosse                                              | 4-0                                                 | Match amical                                        | Stade des Grands Prés, Chartres, France                            | Remplaçante (entre à la 73e minute)                                     |
| 23 septembre 2009                                   | Croatie                                             | 0-7                                                 | Élim. Mondial                                       | Stadion ŠRC Zaprešić, Zaprešić, Croatie                            | Remplaçante (entre à la 56e minute)                                     |